# Suzakumon

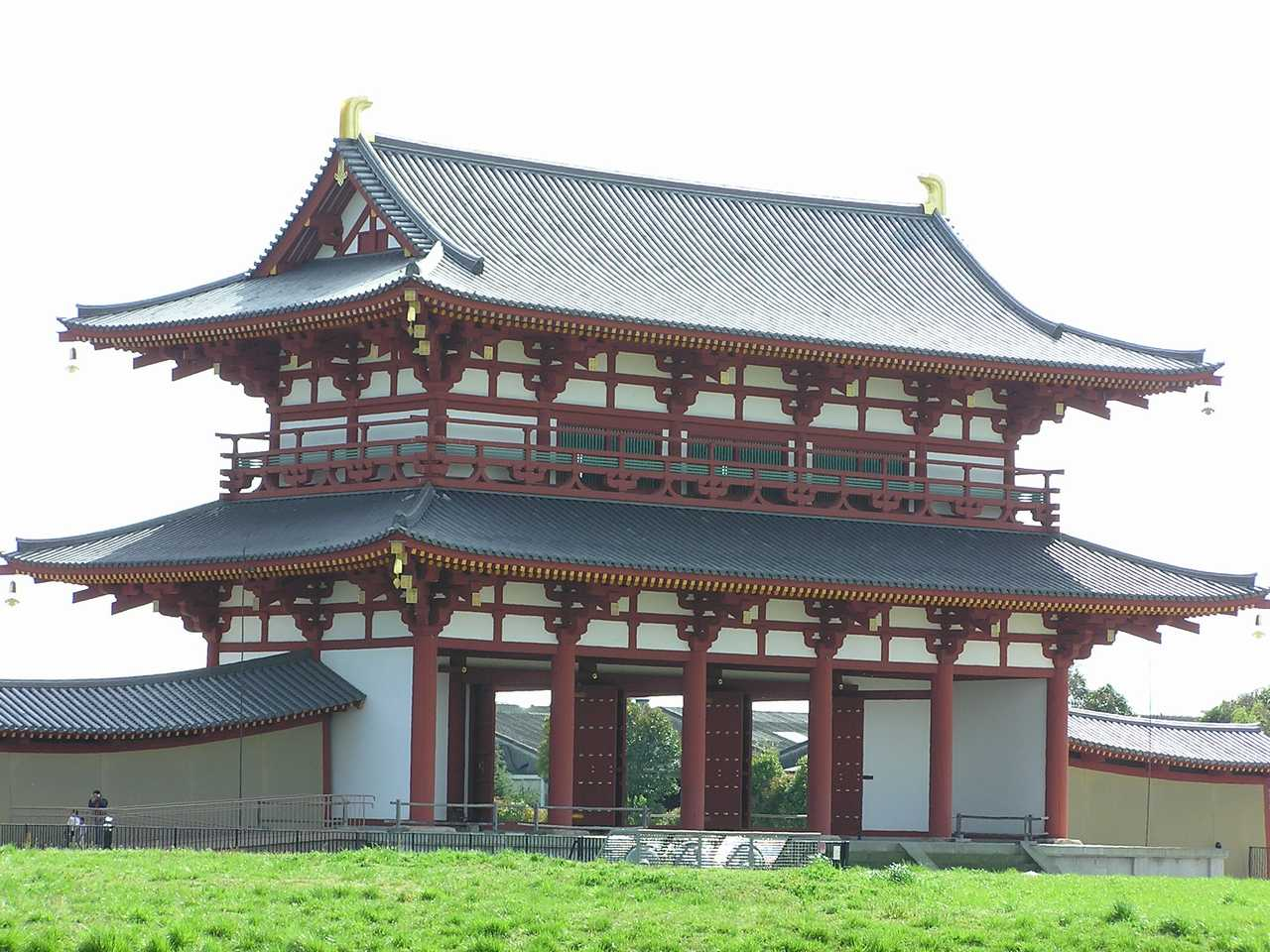
Suzakumon no Palácio Heijō em Nara

O Suzakumon (朱雀門, Suzakumon ou Shujakumon) era o portão principal no centro do lado sul dos palácios imperiais japoneses nas antigas capitais de Fujiwara-kyō (Kashihara), Heijō-kyō (Nara), e Heian-kyō (Quioto). A localização seguia o modelo palaciano chinês em vigor na época, onde o Suzaku (朱雀, Suzaku), a  Ave Vermelha era a Guardiã do Sul.